# باولوس علي نومبيمبي
باولوس علي نومبيمبي (بالإنجليزية: Paulus Ali Nuumbembe) (مواليد 24 يونيو 1978) هو ملاكم ناميبي، مثّل بلاده في الألعاب الأولمبية الصيفية 2000.

## روابط خارجية
باولوس علي نومبيمبي على موقع بوكس ريك (الإنجليزية) (registration required)
- باولوس علي نومبيمبي على موقع أوليمبيديا (الإنجليزية)
- باولوس علي نومبيمبي على موقع اتحاد ألعاب الكومنولث (مؤرشف) (الإنجليزية)